# Borgbacken, Borgå
Borgbacken är en höjd med fornminnen i Borgå stad i landskapet Nyland. På medeltiden fanns en borg på kullen omgiven av vallgravar, strax intill Borgå å. Stadens namn Borgå härstammar från orden borg-å. 

## Beskrivning
Borgå Borgbacke (finska Iso Linnamäki) ligger strategisk på en halvön norr om Borgå älv på östra stranden. Idag ligger den tallbeklädda  moränryggen mindre än 100 meter över havet. Det fyrkantiga centrumområdet av borgen är 32 x 47 meter stor. Området försvaras av två vallgravar utan vatten. Vallgravarna har krävt omfattande grävningsarbeten. Borgen har tidigare  haft träpåbyggnader. På  borgkullens borggård finns inga strukturer på marken förutom två gropar med tio meters diameter och ett par meter djupa.

## Historiska tolkningar
Utgrävningar i området har hittat lager med spår av bränder från 7:e till 9:e århundradena som tyder på mänsklig aktivitet på platsen under jårnåldern. Den äldsta byggfasen på platsen kan vara från denna tid. 
Borgbackens senare historia kan möjligen ha hängt ihop med de danska korstågen till Nyland 1191 och 1202, men det finns inga konkreta bevis för detta så det förblir en spekulation. I litterära källor förekommer Borgbacken först 1555–1556 i Jakob Teits klagomålslista.
De strukturer som har överlevt i modern dateras till slutet av 1300-talet. I så fall kan byggherren möjligen vara antingen Bo Jonsson Grip eller Jeppe Djäknare. Det är också möjligt att Borgbacken nämns i medeltida källor som borgen Wartholm. Borgbacken har troligen bara använts några decennier eller kortare tid. Söder om borgen låg en vik som heter Maars hamn, som är nedlagd idag. De medeltida strukturerna har förändrats och några av de nu synliga strukturerna är unga. Vallgravarna har fördjupats i början av 1900-talet.

## Vård av platsen och information
Borgbacken har varit ett parkliknande område i flera decennier, men har under flera århundraden varit en plats att besöka. Gränserna för området som vårdas och skyddas följer början till kullen. Nedanför kullen finns en parkeringsplats med en informatiuonstavla. Därifrån leder stigarna till kullen, och trappor har byggs vid branta partier.
Mellan hamnen och borgkullen finns nya växtarter som kommit sent till den finska naturen. De användes tidigare som kryddor eller medicin. Dessa inkluderar malört, fältmalört, väddklint (Centaurea scabiosa) och mörkt kungsljus  (Verbascum nigrum) med flera arter.

## Undersökningar
J. R. Aspelin gjorde utgrävningar av borgens högsta belägna delar1886. Aspelin grävde nästan hela området men inte till botten av det kulturlagret. Några mindre rester av strukturer hittades, främst eldstäder av små stenar. Groparna på toppen kan ha varit källare för förvaring. Fynden är främst korroderade järnredskap och vapen. De tillvaratagna 13 armborstpilspetsarna är tidsbestämda till 1300-talet. Den funna tyska kannan i stengods kan dateras till mitten av 1300-talet. Borgen har också nyttjats senare i den historiska perioden. Borgbacken har sannolikt också spår av yngre förändringar, som har förändrat den medeltida borgens topografi. Dessutom har borgens utseende påverkats då sand utvanns  från den södra sluttningen och sedan också av restaureringen av vallen, men främst fördjupningen av vallgravarna, som gjordes i början av 1900-talet. Torsten Edgren gjorde mindre utgrävningar på ytterkanten av Borgbackens inre vallgrav 1971.